# Stróża (Kotlina Kłodzka)
Stróża (507 m n.p.m.) – wzniesienie w południowo-zachodniej Polsce, w Sudetach Środkowych, w Kotlinie Kłodzkiej.

## Położenie
Wzniesienie położone w Sudetach Środkowych, na Wzgórzach Rogówki, we wschodnim krańcu Kotliny Kłodzkiej około 0,8 km na południowy wschód od centrum miejscowości Jaszkowa Górna.

## Charakterystyka
Stróża jest jednym z wyższych wzniesień Wzgórz Rogówki, górującym od południowej strony nad miejscowością Jaszkowa Górna. Wyrasta na końcowym fragmencie grzbietu Wzgórz Rogówki w kształcie wyraźnie rozciągniętej bezleśnej kopuły z łagodnymi zboczami. Wznosi się w niewielkiej odległości od Przełęczy Droszkowskiej, położonej po północno-wschodniej stronie. Wzgórze ma postać małego grzbietu o przebiegu SW-NE. 
Podłoże wzniesienia zabudowane jest z granitoidów masywu kłodzko-złotostockiego, głównie z granodiorytów amfibolowych. Szczyt i zbocza wzniesienia pokrywa warstwa młodszych osadów z okresu zlodowaceń plejstoceńskich - osadów powstałych w chłodnym, klimacie peryglacjalnym. Całe wzniesienie zajmują pola uprawne i łąki. Nieliczne ciągi drzew i krzaków rosnące na zboczach wyznaczają dawne miedze i polne drogi. U podnóża wzniesienia, po wschodniej stronie, położona jest niewielka wieś Droszków. Położenie wzniesienia, kształt i wyraźna część szczytowa, czynią wzniesienie rozpoznawalnym w terenie. 

## Turystyka
Na szczyt nie prowadzi żaden szlak turystyczny.